# Kacjaryna Barysevič
Kacjaryna Barysevič (* 2. srpna 1984) je běloruská novinářka. Pracovala pro zpravodajský server Tut.by. V březnu 2021 byla odsouzena k šesti měsícům vězení za vyzrazení lékařského tajemství.

## Protesty v Bělorusku
Když 12. listopadu 2020 během protestů v Bělorusku zemřel Raman Bandarenka, podle úřadů se tak stalo poté, co při opilecké rvačce utrpěl smrtelná zranění. Kacjaryna Barysevič však z lékařské zprávy zjistila, že Bondarenko v době své smrti v krvi alkohol neměl. Dne 19. listopadu byla v Minsku zadržena. V březnu 2021 pak odsouzena k půlročnímu vězení. Odhalení informací o Bondarenkovi totiž podle úřadů představuje hrozbu pro veřejnou bezpečnost.
Lékař Arcjom Sarokin, který s ní zprávu sdílel, dostal podmíněný trest.
Lidskoprávní organizace Amnesty International považuje Kacjarynu Barysevič i lékaře Arcjoma Sarokina za vězně svědomí.
Kritici běloruského režimu hovoří o rozsáhlém zásahu proti nezávislým sdělovacím prostředkům v Bělorusku. Jeho součástí je podle nich také odsouzení dvou dalších běloruských novinářek z polského zpravodajského kanálu Belsat ke dvěma letům vězení. Kacjaryna Andrejeva a Darja Čulcova byly obviněny z organizování demonstrací proti prezidentu Alexandru Lukašenkovi. Natáčením a přímým přenosem protestů podle vyšetřovatelů nepokoje podpořily. Mezinárodní organizace pro lidská práva jejich zadržení odsoudily. Newyorský Výbor na ochranu novinářů vyzval úřady, aby absurdní obvinění reportérky a kameramanky stáhly a bezpodmínečně je propustily.